# Ehrener Mühle
Ehrener Mühle ist eine Hofschaft in der bergischen Großstadt Solingen.

## Lage und Beschreibung
Der Ort befindet sich am nordöstlichen Rande des Stadtteils Wald unmittelbar an der Grenze zu Gräfrath. Die Hofschaft liegt westlich von Ehren im Talgrund des Nümmener Bachs auf etwa 170 Metern über NHN. Auf einem Höhenrücken südlich des Ortes verläuft auf einem Bahndamm die Korkenziehertrasse, die ehemalige Bahnstrecke Solingen–Wuppertal-Vohwinkel. Die zu dem Ort gehörenden Gebäude, darunter ein großer Reithof, befinden sich entlang der Straße Ehrener Mühle, die nach der Hofschaft benannt ist. Der Ort ist von Weideflächen und einem Regenrückhaltebecken umgeben.
Benachbarte Orte sind bzw. waren (von Nord nach West): Neu-Eipaß, Mühlenbusch, Ehren, Nümmen, Apfelbaum, Fuhr, Buckert, Bauskotten, Eschbach, Itterbruch.

## Etymologie
Versuche der Namensdeutung der Hofschaft verliefen bislang erfolglos. Laut Hans Brangs könnte der Name daher stammen, dass das Gut möglicherweise zu Ehren der Heiligen Katharina angelegt worden sein könnte. Alle Versuche, den Hofschaftsnamen mit der Zugehörigkeit zum Kloster Gräfrath in Verbindung zu bringen, scheitern jedoch daran, dass der Name schon zuvor und zwar seit dem 14. Jahrhundert als Flurname existierte.
Laut Dittmaier handelt es sich daher eher um eine alte Lautform des Baumnamens Ahorn: Urgerm. *ahira-, dän. aer, in rheinischen Dialekten auch ire, eren, berg. ören.

## Geschichte

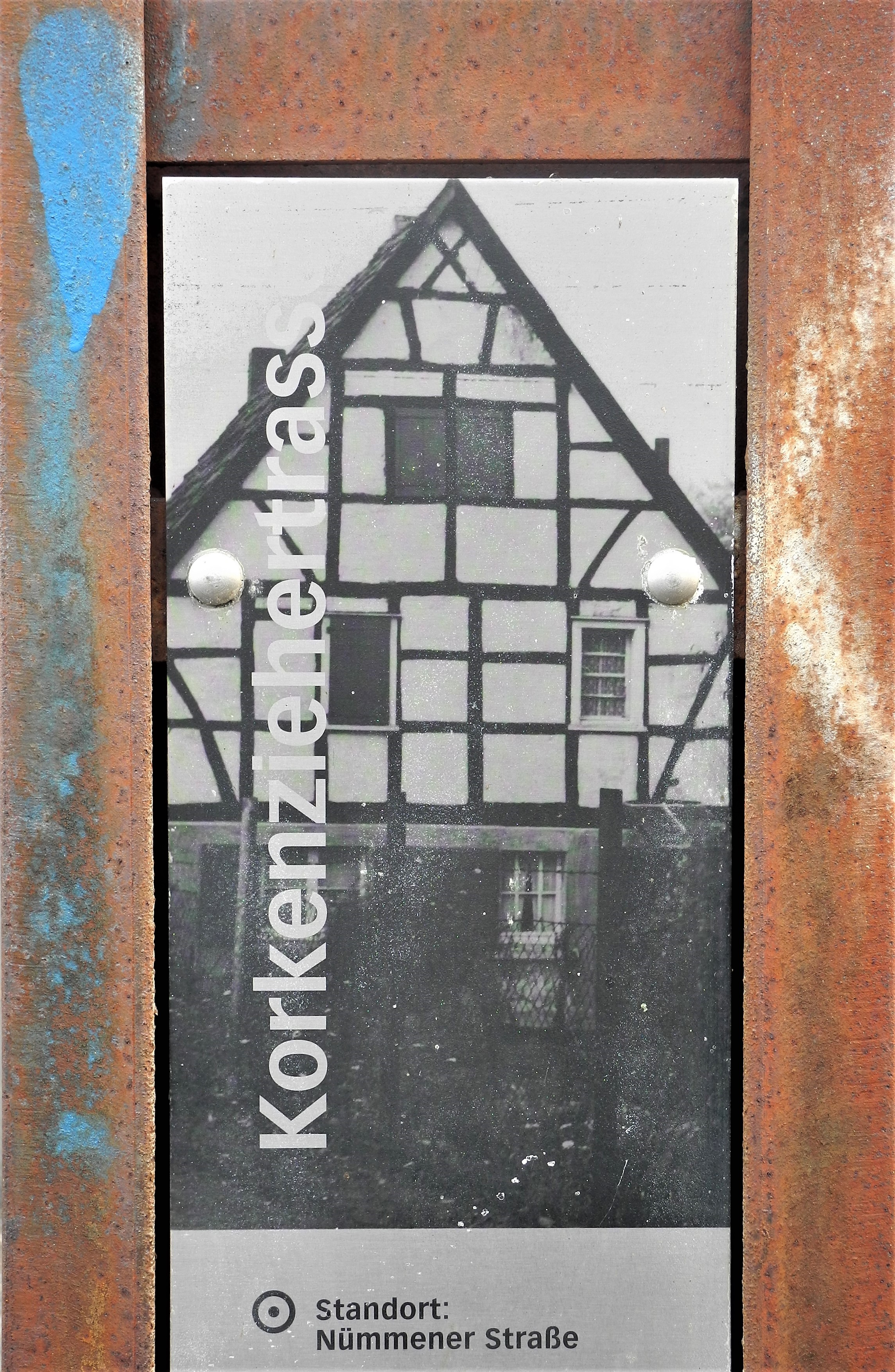
Historische Ansicht der Ehrener Mühle

Die Hofschaft wurde urkundlich erstmals im Jahre 1374 erwähnt und war bis in das 20. Jahrhundert Standort eine Wassermühle am Nümmener Bach. Noch bis in das 19. Jahrhundert hinein trug dieser Hof den Namen Zur großen Ehren, während das heutige Ehren den Namen Zur kleinen Ehren trug. Letzteres taucht erstmals in der Karte Topographia Ducatus Montani, Blatt Amt Solingen, von Erich Philipp Ploennies aus dem Jahre 1715 auf und ist dort mit einer Hofstelle verzeichnet und als Kl. Irren benannt ist. Unklar bleibt, ob beide Höfe früher zusammengehörten und ob damit auch Ehren im Besitz des Klosters Gräfrath gewesen ist.
Ehrener Mühle gehörte zur Honschaft Itter innerhalb des Amtes Solingen. Die Topographische Aufnahme der Rheinlande von 1824 verzeichnet die Ehrener Mühle mit Mühlensymbol und Ehren als Zum Ehren. Die Preußische Uraufnahme von 1844 verzeichnet die Wohnplätze als Ehrener M., ebenfalls mit Mühlensymbol, und Ehren.
Nach Gründung der Mairien und späteren Bürgermeistereien Anfang des 19. Jahrhunderts gehörte Ehrener Mühle zur Bürgermeisterei Wald. 1815/16 lebten zwei Einwohner im Ort. 1830/1832 gehörte Ehrener Mühle zur Ersten Dorfhonschaft innerhalb der Bürgermeisterei, dort lag er in der Flur II. (Holz).  Der nach der Statistik und Topographie des Regierungsbezirks Düsseldorf als Fruchtmühle kategorisierte und als Ehrnermühle bezeichnete Ort besaß zu dieser Zeit zwei Wohnhäuser, eine Mühle und zwei landwirtschaftliche Gebäude. Zu dieser Zeit lebten 37 Einwohner im Ort, davon sechs katholischen und 31 evangelischen Bekenntnisses. Die Gemeinde- und Gutbezirksstatistik der Rheinprovinz führt den Ort 1871 mit zwei Wohnhäusern und 18 Einwohnern auf. Im Gemeindelexikon für die Provinz Rheinland werden 1885 drei Wohnhäuser mit 15 Einwohnern angegeben. 1895 besaß der Ortsteil drei Wohnhäuser mit 26 Einwohnern, für 1905 wurden drei Wohnhäuser und 17 Einwohner angegeben.
Mit der Städtevereinigung zu Groß-Solingen im Jahre 1929 wurde Ehrener Mühle ein Ortsteil Solingens. Die Mühle wurde wahrscheinlich in der Folge des 1957 in Kraft getretenen Mühlengesetzes außer Betrieb genommen, das viele Betreiber kleiner und mittlerer Mühlen zur Aufgabe ihres Mahlbetriebs bewegte. Ende der 1950er Jahre wurde das Mühlgebäude zu einem reinen Wohnhaus umgebaut, der zugehörige Obergraben und der Teich wurden zugeschüttet, das Wasserrad und das Getriebe entfernt. Anfang der 2000er wurde südlich von Ehren, am Standort des alten Ehrener Kottens im Tal des Nümmener Bachs, durch den Bergisch-Rheinischen Wasserverband ein Regenrückhaltebecken gebaut.

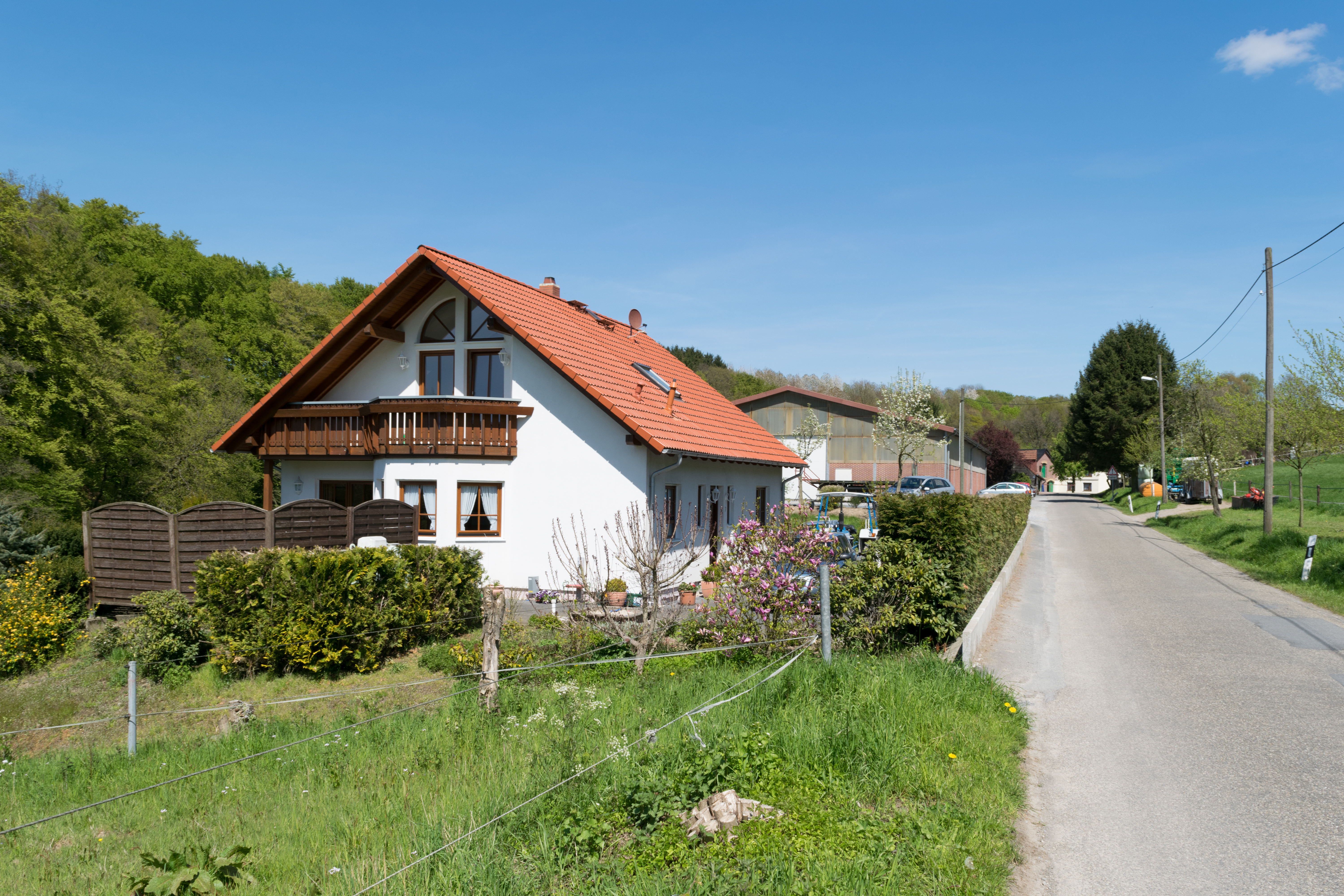
Wohnhaus an der Ehrener Mühle
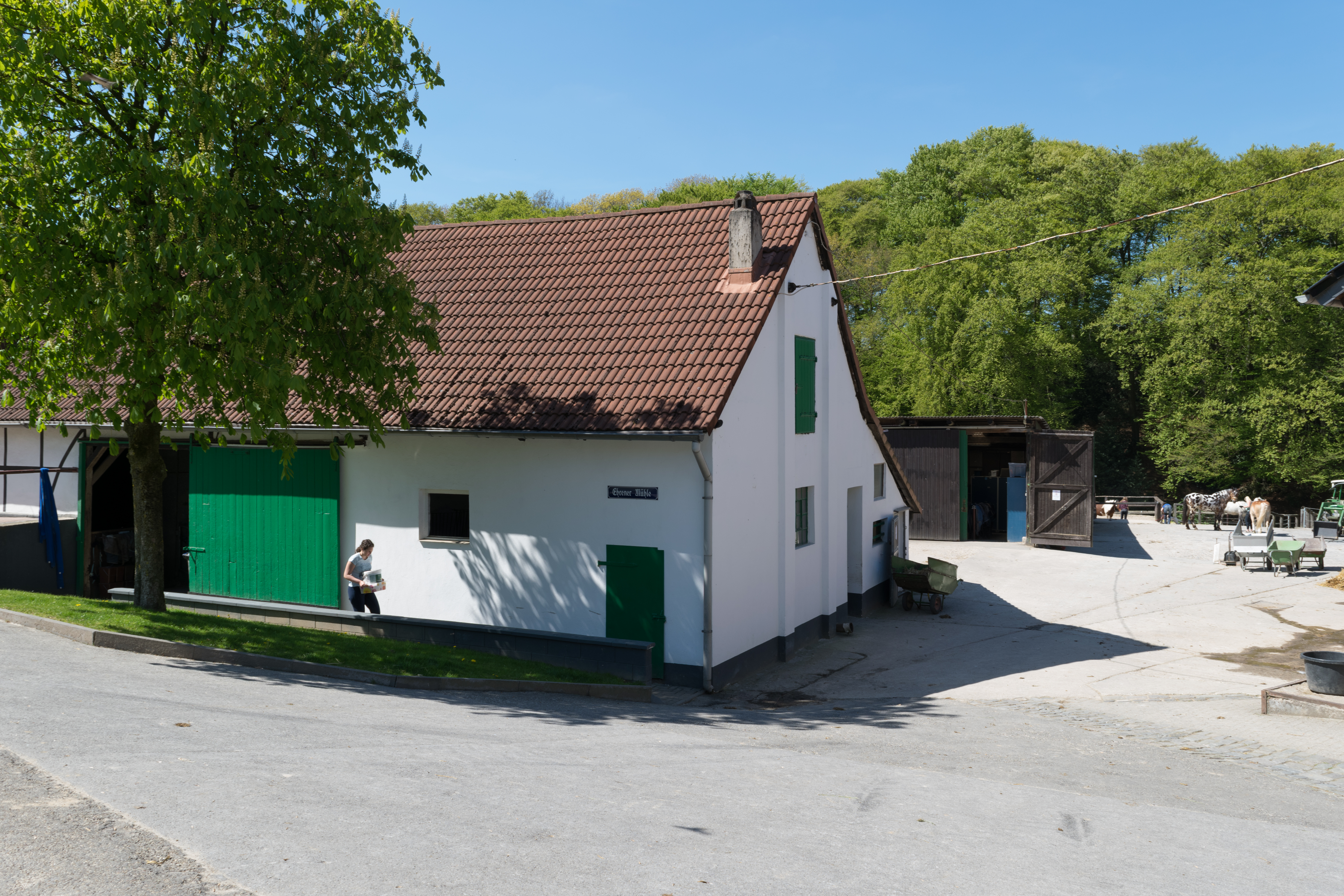
Reiterhof Ehrener Mühle
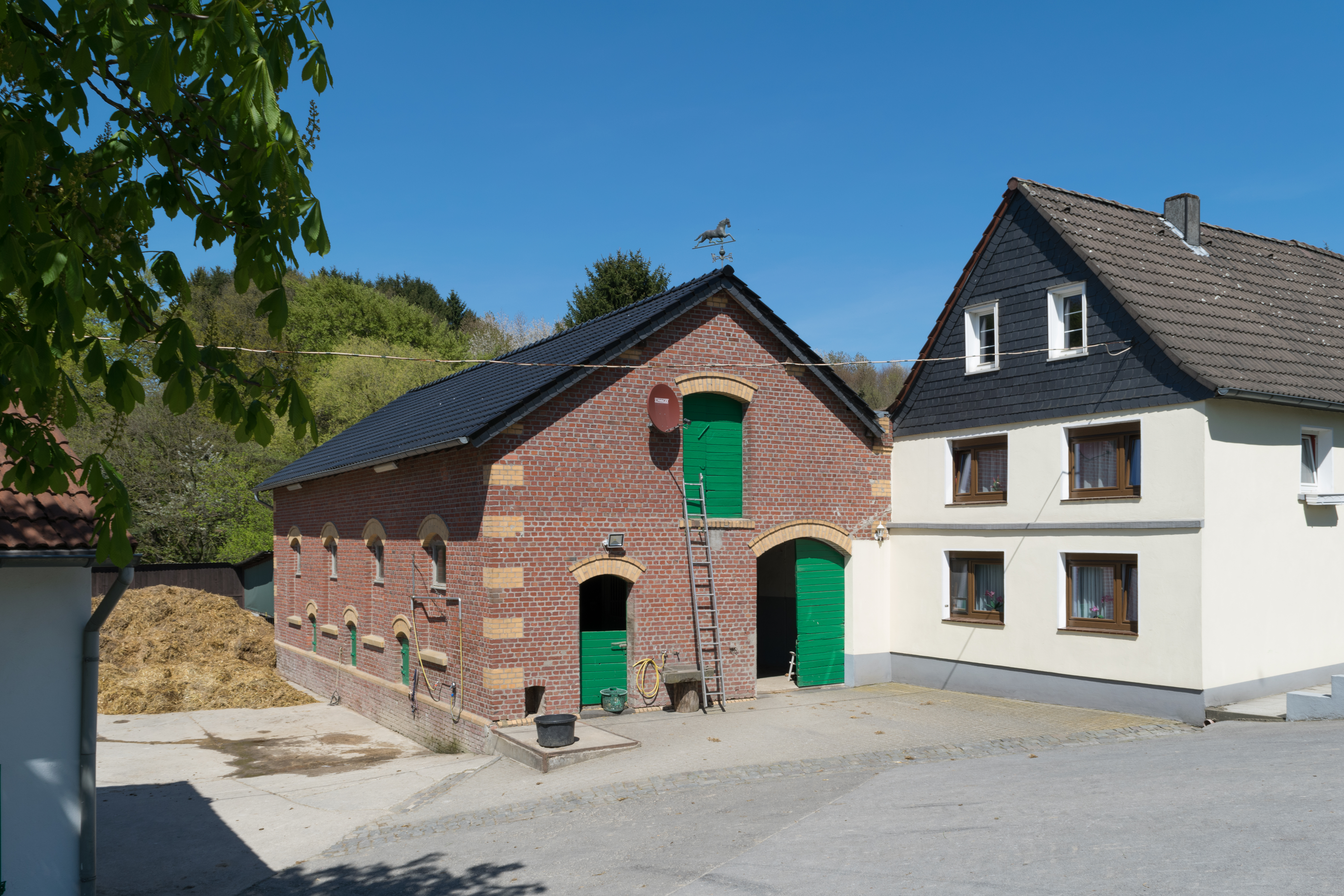
Reiterhof Ehrener Mühle
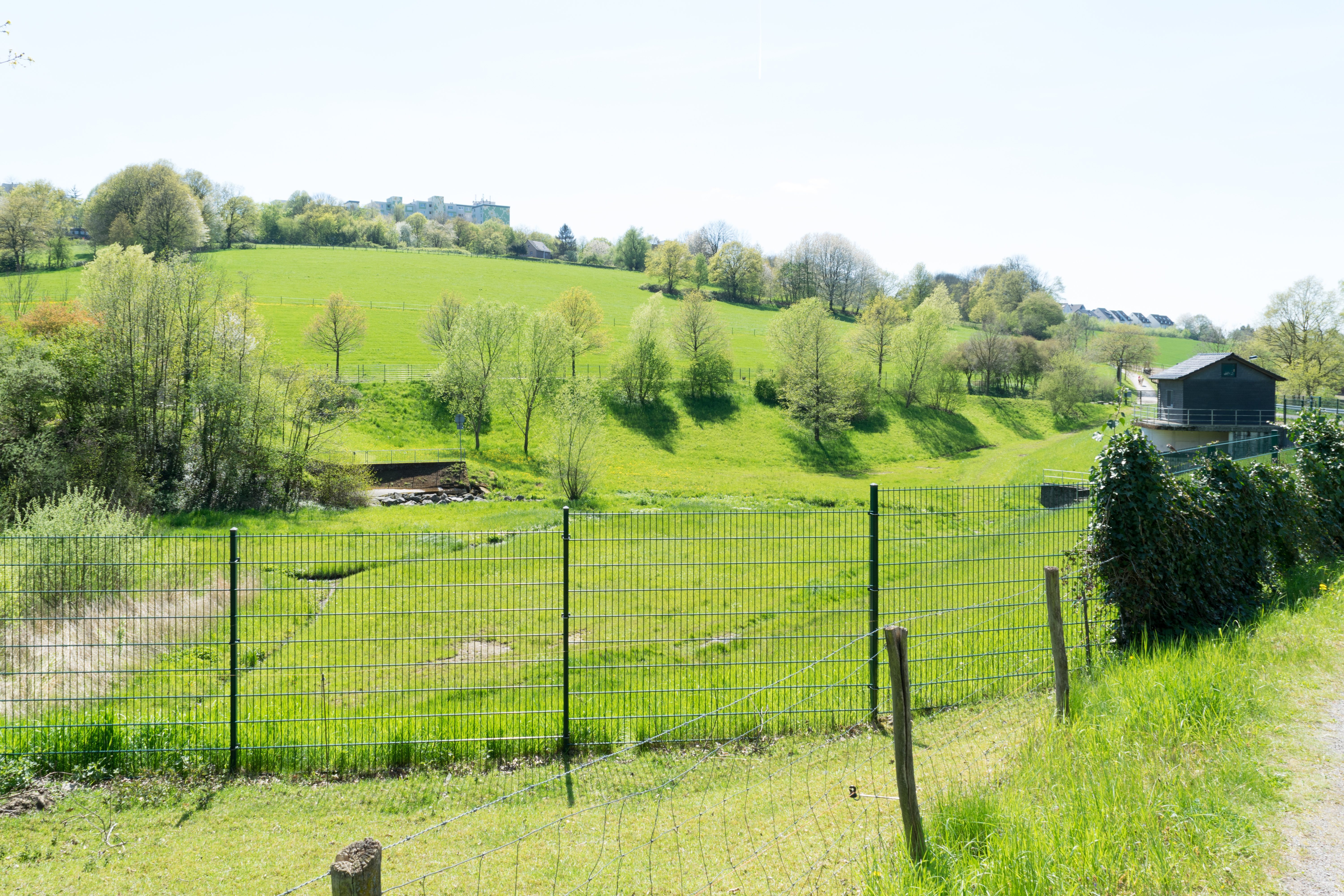
Regenrückhaltebecken